# Ko Lipe
Koh Lipe (en tailandés: เกาะหลีเป๊ะ) es una isla en el archipiélago de Adang-Rawi en la provincia de Satun de Tailandia.
Koh Lipe es una pequeña isla en el mar de Andamán, ubicada a 70 kilómetros de la costa suroeste de Tailandia, cerca de la frontera con Malasia. El nombre tailandés es transcrito de muchas maneras diferentes; los nombres más comunes son Koh Lipe, Koh Lipeh, Ko Lipey y Ko Lipe. Koh Lipe, que forma parte del parque nacional Marino Tarutao, está al sur de las grandes islas de Koh Adang y Koh Rawi y a unos 50 km de la isla de Tarutao. Esta isla cuenta con playas como la playa de Pattaya, más urbanizada, y las "Puesta de sol" (Hat Pramong) y "Salida del sol" (Hat Chao Ley), más apartadas. Hay alojamientos turísticos. Es posible recorrer la isla a pie en poco más de una hora.
En la zona oriental de la isla vive una comunidad de Unos 500 chao lei ("gitanos del mar"), de religión budista o, sobre todo, creencias animistas. El nombre de Koh Lipe significa "isla de papel" en su lengua.